# ستيف بوروس
ستيف بوروس (بالإنجليزية: Steve Boros)‏ هو لاعب كرة قاعدة أمريكي، ولد في 3 سبتمبر 1936 في فلينت في الولايات المتحدة، وتوفي في 29 ديسمبر 2010 في ديلاند في الولايات المتحدة بسبب ورم نخاعي متعدد.

## وصلات خارجية
- ستيف بوروس على موقعبيزبول رفرنس.كوم (الدوري الرئيسي) (الإنجليزية)
- ستيف بوروس على موقعبيزبول رفرنس.كوم (الدوري الثانوي) (الإنجليزية)